# Stella (voornaam)
Stella is een voornaam die wordt gegeven aan een meisje. De oorsprong van deze naam is te vinden in het Latijnse woord stella, dat ster betekent.
Een variant op deze naam is Estelle.

## Bekende naamdraagsters
- Stella Gommans, een Nederlandse presentatrice
- Stella de Heij, een Nederlandse hockey speelster
- Stella Maxwell, model
- Stella McCartney, modeontwerpster
- Stella Stevens, een Amerikaanse actrice